# E (letter)

Een aantal voorbeelden van de letter E

De letter E is de vijfde letter van het moderne Latijnse alfabet en het meest gebruikte teken in de Nederlandse taal. De letter E is in ons alfabet terechtgekomen via de Griekse letter epsilon, die vrijwel dezelfde vorm en functie heeft. De Semitische letter hê stelde vermoedelijk oorspronkelijk een roepende of biddende menselijke figuur voor en werd waarschijnlijk overgenomen van een Egyptische hiëroglief, die evenwel een andere betekenis en uitspraak had.
In het internationale spellingsalfabet wordt de E weergegeven door middel van het woord "Echo".
In het Nederlands telefoonalfabet wordt de E weergegeven door middel van de naam Eduard.
| A28 |

| A28 |